# Dichrophleps hamata
Dichrophleps hamata är en insektsart som beskrevs av Young 1968. Dichrophleps hamata ingår i släktet Dichrophleps och familjen dvärgstritar. Inga underarter finns listade i Catalogue of Life.